# 양과 곡물 사이의 논쟁
양과 곡물 사이의 논쟁, 또는 소와 곡물 사이의 논쟁은 수메르의 창조 신화 중 하나이다. 기원전 3천년기의 점토판에 기록되어 현대에 전해졌다.

## 수메르 문학에서 논쟁
수메르 문헌에는 7개의 논쟁이 기록되어 있는데, 양과 곡물 사이의 논쟁, 겨울과 여름 사이의 논쟁, 새과 물고기 사이의 논쟁, 은과 구리 사이의 논쟁 등이 대표적이다. 이 주제들과 '논쟁'이라는 수메르 문학 장르는 메소포타미아에서 글쓰기가 확립된 지 몇 세기 후에 나왔다. 이들의 논쟁은 세계에서 인류의 지위를 논하는 등 철학적인 내용을 담고 있다.

## 개요
양과 곡물 사이의 논쟁에 대한 61행짜리 점토판은 펜실베이니아 대학교 고고학 인류학 박물관에서 소장중이다. 1918년 조지 아론 바톤에 의해 번역되었고, 《기타 바빌로니아 비문》에 수메르 종교 문헌 중 여덟번째로 소개되었으며, "새로운 창조 신화"라는 제목을 달고 출판되었다. 점토판은 가장 두꺼운 부분을 기준으로 가로 12.7 cm, 세로 6.6 cm, 높이 3.2 cm의 크기를 가지고 있다.
1924년에 에드워드 키에라는 6893번 점토판을 번역하였는데, 이 점토판은 70행으로 그 내용이 바톤이 번역한 것에 비해 9행이 더 길다. 키에라는 1909년에 《기타 수메르어 문헌》에 출판된 휴고 라다우의 번역본을 기반으로 번역본을 출판하였다. 스티븐 허버트 랭던은 더 많은 부분을 번역했다. 이후 1959년에 새뮤얼 노아 크레이머는 이들을 집대성해 200행의 신화를 보고하며 '양과 곡물 사이의 논쟁'이라는 제목을 붙였는데, 수메르 사람들이 인간의 창조를 어떻게 이해했는지 알려주는 두 번째로 중요한 신화라 평했다. 그는 헤르만 힐프레히트의 번역을 참고하였으며, 박물관 소장번호 7344, 7916, 15161, 29.15.973의 번역도 포함시켰다. 그는 또한 이스탄불에 있는 고대 근동 박물관의 니푸르 소장품 목록 번호 2308, 4036, 4094의 번역 역시 포함시켰다. 다른 번역본들은 에드워드 키에라의 《수메르 서사시와 신화》 38, 54, 55, 56, 57번에서 따왔다. 크레이머는 모두 17점의 점토판이 양과 곡물 사이의 논쟁을 묘사하는 것으로 정리하였다.

## 내용
이야기는 "천상과 지상의 언덕"이라는 위치에서 시작한다. 키에라는 이를 두고 지상의 지명을 시적으로 표현한 것을 넘어, 하늘과 땅이 만나는 지점에 있는 신들의 거주지를 나타낸다고 보았다. 또한 키에라는 인류가 최초로 서식지를 갖게 된 곳이자, 바빌로니아의 에덴 동산과도 같다고 말했다. 수메르어 단어 '에딘'은 초원 또는 평원을 의미하기 때문에 현대 학자들은 바빌로니아의 에덴 동산이라는 표현은 보다 후기의 개념으로 보며 폐기했다. 아시리아학자 제레미 블랙은 이 언덕을 신들이 거주하는 장소로 보았는데, 우르 제3왕조의 기록에서 '언덕'이라는 개념은 경작이 불가능한 지역을 나타낼때 사용되었기 때문에 거주지로 보는 편이 적절하다 하였다.
크레이머는 인간의 창조주 아눈나키를 먹이고 입히기 위해 아누가 소의 여신 라하르와 곡물의 여신 아쉬난을 창조하는 이야기라고 설명한다. 라하르와 아스난은 "두쿠" 또는 "순수한 장소"에서 창조되었다. 이후 아눈나키가 라하르를 위한 식물과 약초로 우리를 만들고, 아쉬난을 위해 쟁기와 멍에를 만드는 이야기가 나오며 축산과 농업의 도입을 이야기한다. 이후 이야기는 두 여신 사이의 선물에 대한 다툼으로 이어지는데, 결국 엔키와 엔릴이 아쉬난이 싸움에 개입해 아쉬난을 승리자로 선언한다.

## 논의
새뮤얼 노아 크레이머는 창세기에 등장하는 카인과 아벨 이야기의 원형이라고 보았다. 카렌 레아 네멧네자트는 이 이야기에서 등장하는 측량하기 위해 사용된 막대기가 문자의 역사 중 문자의 발명을 상징하는 것으로 보아 가축을 세기 위해 문자가 만들어졌다고 해석했다. 제레미 블랙은 곡물의 신 아쉬난이 승리하는 결론이 사람은 가축 없이도 살 수 있지만, 빵 없이는 살 수 없음을 의미한다고 보았다.

## 같이 보기
- 바튼 실린더
- 수메르 창조신화
- 수메르 종교